# 엡스타인은 자살하지 않았다

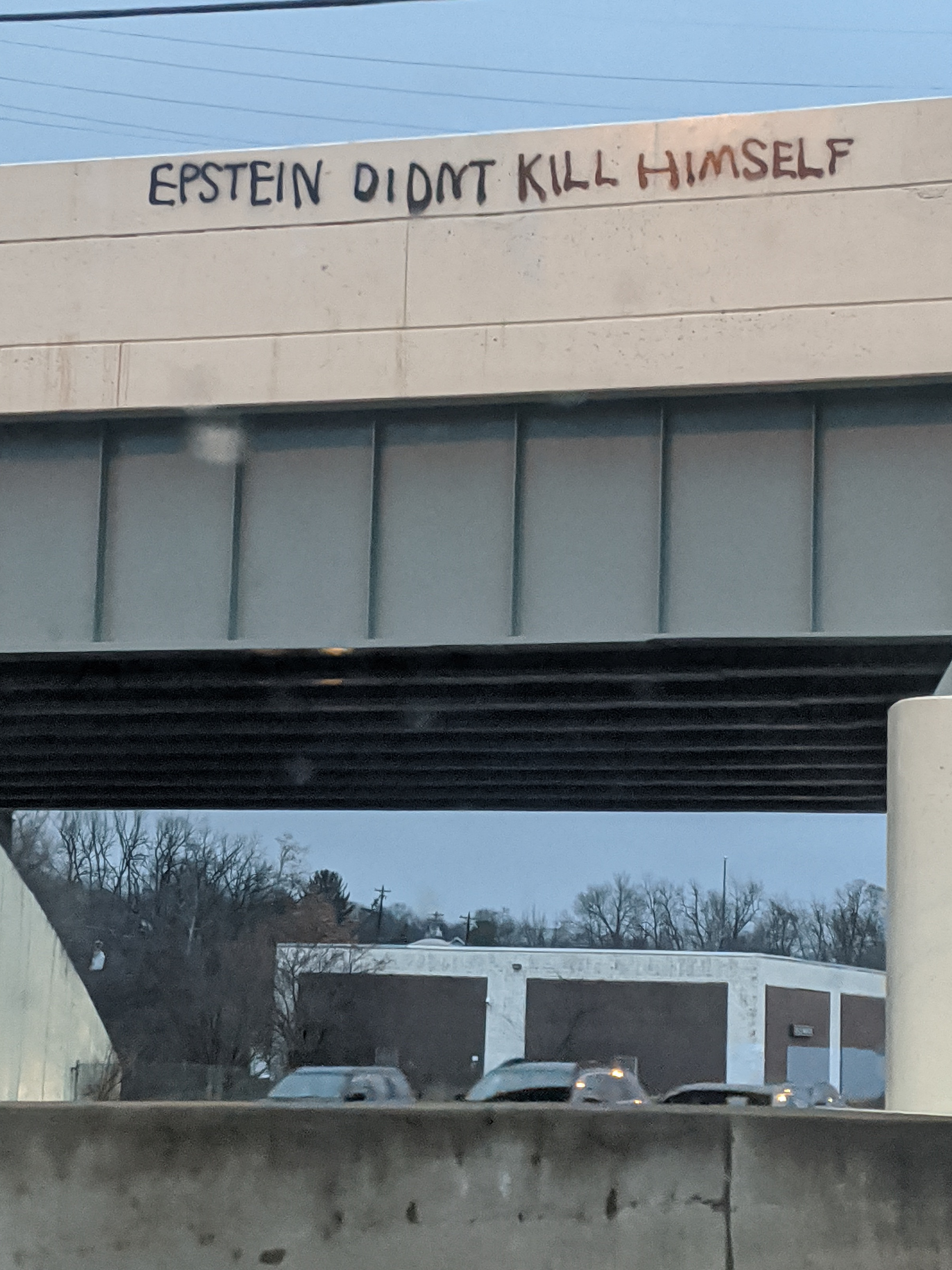
신시내티의 주간고속도로 제71호선 고가도로에 쓰인 이 문구가 들어간 그래피티

"엡스타인은 자살하지 않았다"(Epstein didn't kill himself)는 제프리 엡스타인의 죽음의 원인에 대한 공식적인 판결(목맴에 의한 자살)을 불신하는 문구이다. 엡스타인은 강력하고 부유한 사람들과 연줄이 있던 미국의 금융인이자 성범죄자였으며, 그의 자살 보도는 그의 죽음의 성격과 원인에 대한 수많은 가설로 이어졌다. 이 문구는 2019년 11월 그의 죽음을 둘러싼 더 많은 정황이 공개되면서 유행어가 되었을 뿐만 아니라 인터넷 밈이 되었다. 이러한 맥락에서 이 문구는 일반적으로 그의 죽음의 진정한 원인이 살인, 특히 교살이었다는 믿음을 암시하지만, 화자가 그 상황이나 가해자에 대해 특정 가설을 가지고 있음을 암시하지는 않는다. 그러나 엡스타인의 죽음(그리고 확장하여 이 문구)은 그가 어떤 불리한 정보도 공개하는 것을 막기 위해 힐러리 클린턴이 살인을 조작했다는 클린턴 시체수 음모론과 같은 여러 특정 음모론과 관련이 있다.
"엡스타인은 자살하지 않았다"는 문구는 화가 밥 로스의 사진 캡션이나 소셜 미디어 게시물의 끝에 뜬금없이 삽입되는 경우가 많다. 이 밈은 표지판과 몸에 그림을 그린 형태로 여러 TV 스포츠 경기에 등장했다. 여러 사람들은 인터뷰 말미에 이 문구를 불쑥 끼워 넣기도 했다. 이 밈은 엡스타인의 죽음에 대한 특정 세부 사항에 대한 합의 없이 정치적 스펙트럼의 모든 측면에 있는 사람들이 사용한다.

## 배경

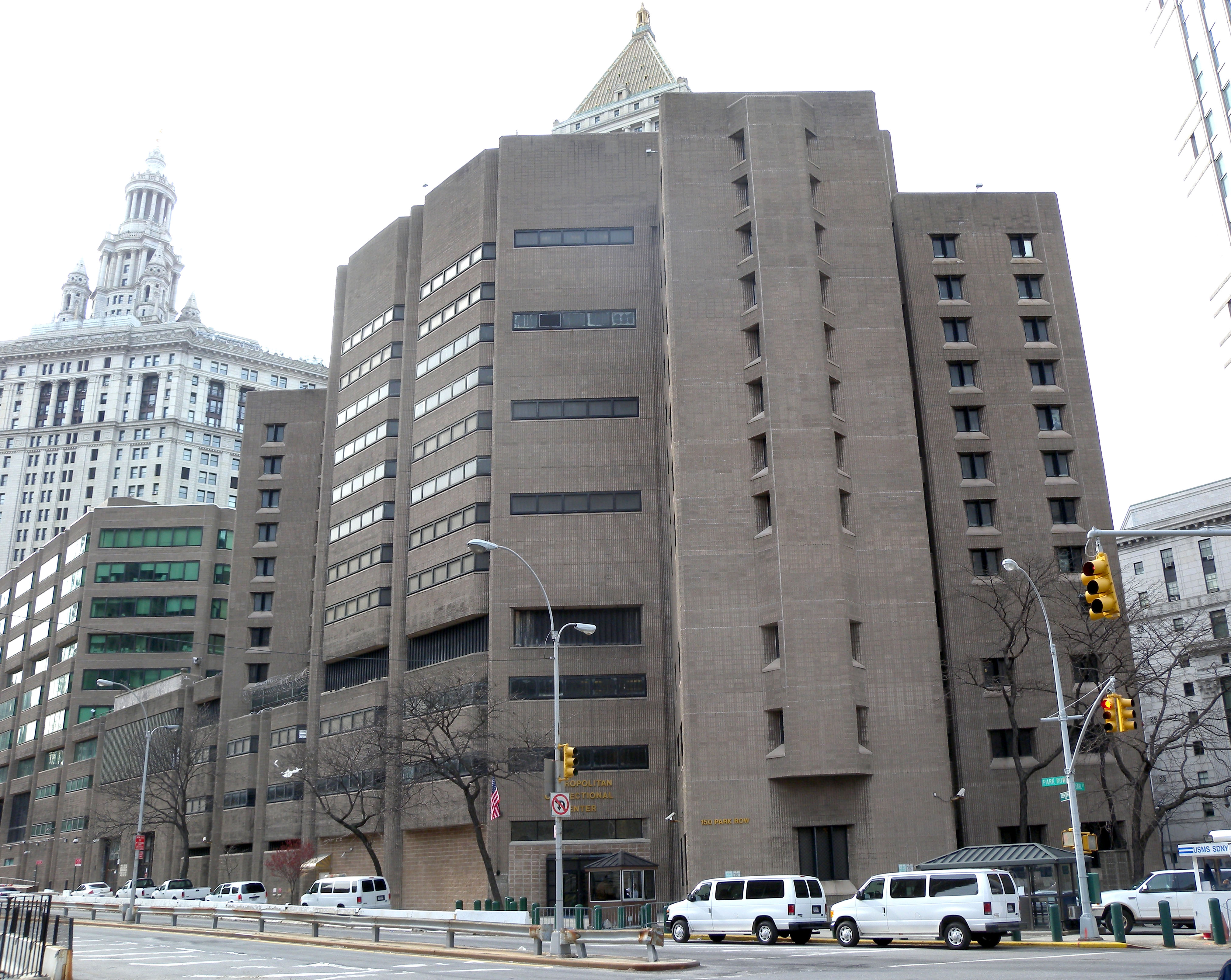
엡스타인이 사망한 메트로폴리탄 교정 센터

2019년 8월 10일, 미국의 금융인이자 유죄 판결을 받은 성범죄자 제프리 엡스타인은 새로운 성매매 혐의로 재판을 기다리던 중 메트로폴리탄 교정 센터 감옥에서 의식이 없는 상태로 발견되었다. 법무부, 연방 교정국 공식 성명에 따르면, "그는 생명을 위협하는 부상 치료를 위해 지역 병원으로 이송되었으며, 병원 직원들에 의해 사망 선고를 받았다." 뉴욕시 검시관은 엡스타인의 사망 원인을 목맴에 의한 자살로 판결했다. 엡스타인의 변호인들은 이 결론에 이의를 제기하고 자체 조사를 시작했다. 엡스타인의 동생 마크는 보드 인증 법의학 병리학자 마이클 배든을 고용하여 부검을 감독하게 했다. 10월 말, 배든은 부검 결과가 자살보다는 살인에 의한 교살과 더 일치한다고 발표했다. FBI와 미국 법무부 감사관실 모두 그의 사망 정황에 대한 조사를 실시했으며, 근무 중이던 경비원들은 나중에 공모 및 기록 위조 혐의로 기소되었다.
엡스타인 사망 당일 야간에 정상적인 교도소 절차가 위반되고, 그의 감방 앞 카메라 두 대의 오작동, 그리고 그가 유력 인사들에 대한 불리한 정보를 가지고 있다는 그의 주장 때문에, 그의 죽음은 명백한 자살에 대한 의심과 그가 살해당했다는 추측을 불러일으켰다.
8월 27일 청문회에서 엡스타인의 변호인 리드 와인가르텐은 엡스타인의 죽음이 자살로 인한 것이라는 점에 "상당한 의심"을 표명했다. 와인가르텐에 따르면, 변호인들이 그의 죽음 직전에 고객을 만났을 때, "우리는 절망적이거나 낙담하거나 자살할 의사가 있는 사람을 보지 못했다"고 한다. 엡스타인의 형 마크는 제프리가 자살했을 가능성을 부인하며, "그가 종신형을 받았다면 스스로 목숨을 끊을 수도 있었겠지만, 그는 보석 심리가 예정되어 있었다"고 주장했다. 그는 또한 엡스타인이 정말로 살해당했다면 자신의 "생명도 위험에 처할 수 있다"고 주장했다. 엡스타인 사망 약 두 달 후 열린 기자회견에서 당시 뉴욕 시장이었던 빌 디블라지오는 샘슨 수석 검시관의 결론을 지지하기를 거부하며, "여기에 뭔가 맞지 않는 부분이 있다. 미국에서 가장 유명한 수감자가… 누군가 그를 지키는 것을 잊었다는 것은 말이 안 된다"고 말했다. 전 미국 검사이자 상원 법사위원회 고문인 브렛 톨먼은 엡스타인의 "강력한 사람들과의 많은 연줄"을 고려할 때 그의 죽음이 "우연 이상"이라고 말했다.

## 주류화
하룻밤 사이에 이 마지막 네 단어, 또는 그와 비슷한 단어들이 어디에나 나타났다. Z세대가 좋아하는 소셜 미디어 플랫폼인 틱톡에 청소년들이 올린 영상에서 소리 지르며. 캘리포니아주 머데스토의 도로변 교통 표지판에 해킹되어. 대통령이 학교 미식축구 경기에 나타나기 몇 시간 전, 앨라배마 대 학생이 MSNBC 생방송 보도에서 말한 것처럼.

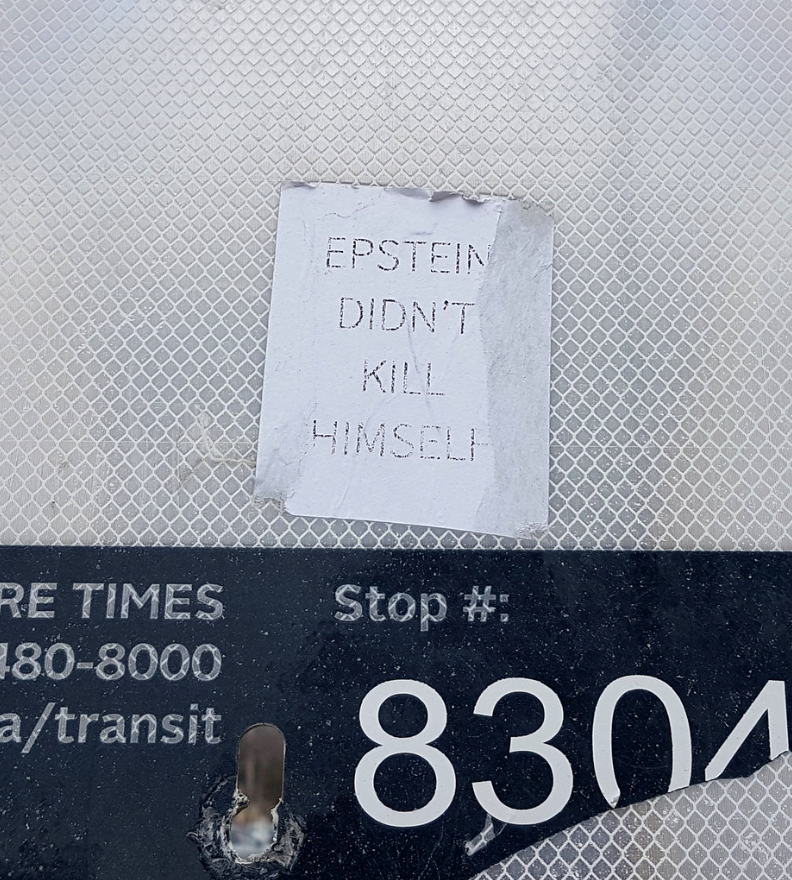
노바스코샤주 핼리팩스의 버스 정류장에 있는 "엡스타인은 자살하지 않았다" 스티커

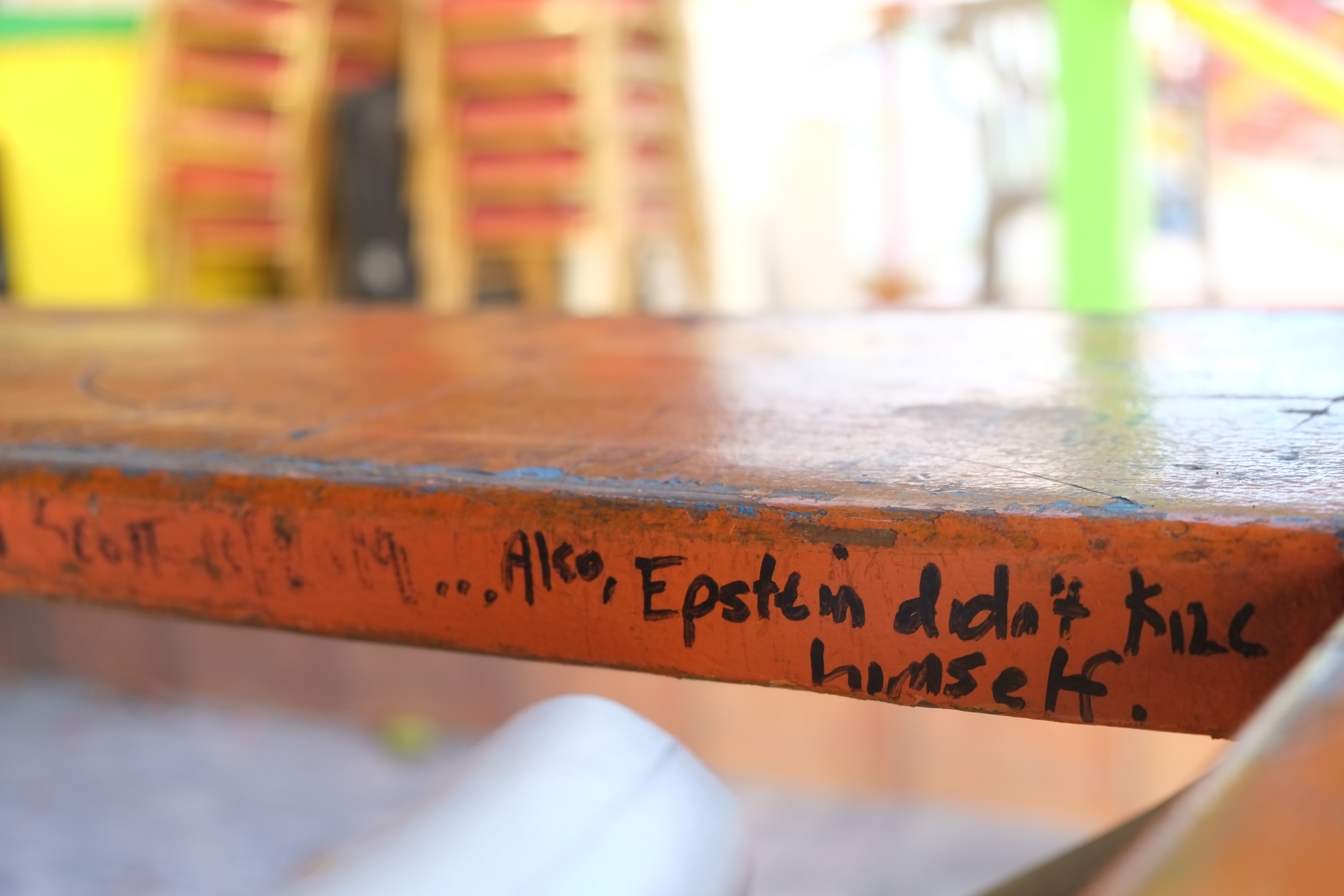
"엡스타인은 자살하지 않았다" 그래피티

폭스 뉴스의 제시 와터스와의 인터뷰 마지막에, 전 네이비 실이자 워리어 독 재단의 설립자인 마이크 리틀랜드는 자신이 "공익광고"를 할 수 있는지 물었다. 허락을 받자 그는 "만약 [전투견에 대한] 보도를 보고 '나도 이 개를 갖고 싶다'고 결정한다면, 전문가에게서 완전히 훈련되고 완성된 개를 사거나, 아예 사지 마라. 그리고 엡스타인은 자살하지 않았다"고 말했다. 리틀랜드는 나중에 갑자기 이 문구를 언급한 목적이 제프리 엡스타인 이야기를 계속해서 주목받게 하기 위함이었다고 밝혔다. 워싱턴 포스트에 따르면, 이 밈은 이 인터뷰 직후 큰 주목을 받았다.
애리조나 공화당 의원 폴 고사는 각 트윗의 첫 글자를 합쳐 이 문구를 만들도록 23개의 트윗 시리즈로 이 밈을 공유했다. 힐톱 후즈의 오스트레일리아 래퍼 매튜 램버트는 2019 ARIA 뮤직 어워드에서 최고의 호주 라이브 공연상을 수상한 후 수상 소감에 이 문구를 포함했다. 제77회 골든 글로브상 시상식 개막 독백에서 호스트이자 코미디언인 리키 저베이스는 자신의 쇼 애프터 라이프의 자살 캐릭터가 두 번째 시즌으로 돌아올 것이라고 농담했다. 그는 덧붙였다: "그래서 결국 그는 분명히 자살하지 않았다—마치 제프리 엡스타인처럼. 조용히 해. 그가 네 친구라는 건 알지만, 난 상관 없어."

### 플랫폼
이 밈은 페이스북과 트위터를 포함한 여러 플랫폼에서 공유되었다. 팟캐스트 진행자 조 로건과 인터넷 유명인사 탱크 시나트라는 인스타그램을 통해 자신의 팔로워들에게 밈을 퍼뜨렸는데, 로건의 경우 마이크 리틀랜드도 포함되었다. 이 밈은 틱톡 영상에도 등장했다.
틴더와 힌지와 같은 데이트 앱의 여러 사용자들은 자신의 프로필에 이 밈의 전제를 받아들이는지 여부가 관계의 결정적인 요인이라고 썼다. 2020년 뉴올리언스의 마르디 그라 축제에서, 르 크루 드에타 퍼레이드 플로트에는 엡스타인과 힐러리 클린턴의 모형이 있는 큰 플로트가 등장했다.

### 제품
미시간주에 본사를 둔 Rusted Spoke Brewing Co.와 캘리포니아주의 Tactical OPS Brewing이라는 두 맥주 회사는 이 밈과 관련된 특별 브랜드 맥주를 광고했다. Rusted Spoke의 운영 관리자는 디트로이트 프리 프레스에 사람들이 그 밈을 재미있다고 생각했을 뿐이라고 말했다. 스위스 취리히에 본사를 둔 Kaex는 숙취 방지 제품 홍보물에 이 밈을 인쇄했다.

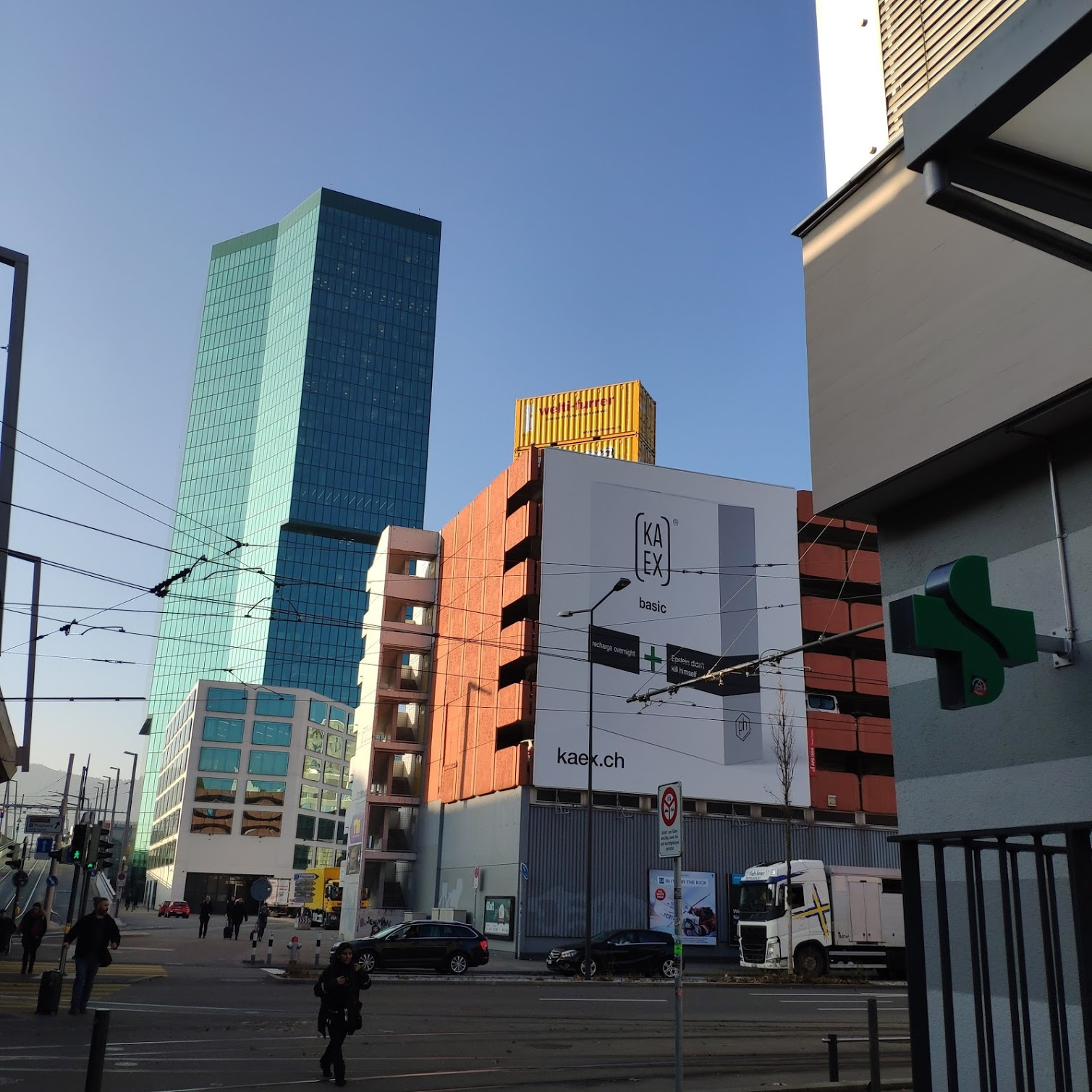
스위스 숙취 해소 회사가 취리히 도심에 "엡스타인은 자살하지 않았다" 광고판을 설치했다

컴퓨터 프로그래머, 사업가, 대통령 후보인 존 매커피는 이 밈의 이름을 딴 이더리움 기반의 토큰 출시를 발표했다. 그는 이전에 엡스타인의 죽음에 대해 의구심을 표명했다. 이 암호화폐는 에어드롭 이후 7억 개의 토큰이 8,000명의 사용자에게 배포되었다. 매커피가 사망한 후, 많은 사람들, 특히 QAnon 지지자들은 이 밈, 보도의 유사성, 그리고 매커피가 이 문구의 노골적인 지지자였다는 사실과 관련하여 "매커피는 자살하지 않았다"는 문구를 사용하기 시작했다.
이 문구가 특징인 크리스마스 스웨터와 같은 명절 테마 상품도 여러 온라인 소매점에서 판매되었다. Slate와의 인터뷰에서 독립 상인들은 크리스마스/엡스타인 제품 라인이 비교적 잘 팔리고 있으며, 인터넷에서 인기를 끈 이유로 어두운 유머를 꼽았다. Variety에 따르면, 크리스마스 테마 용품은 왕좌의 게임 (드라마) 상품보다 더 많이 팔렸다고 한다.

### 기물 파손
이 문구는 "전국의 도로 표지판과 고가도로"에 나타나는 등 여러 기물 파손 사건과 관련이 있다. 한 사건에서는 이 밈이 7피트 높이의 바위에 그려져 스노호미시의 워싱턴주도 제9호선을 지나는 여행객들에게 보였는데, 이는 지역 사회에서 논란을 일으켰다.
마이애미 아트 바젤의 인기 예술 작품인 코미디언의 현장인 벽에 테이프로 붙여진 바나나가, 매사추세츠 출신의 로더릭 웨버가 코미디언이 이전에 차지했던 벽에 붉은 립스틱으로 "Epstien [sic] didn't kill himself"라고 쓴 낙서로 훼손되었다. 웨버는 기물 파손 혐의로 체포되었고 하룻밤을 감옥에서 보낸 것으로 알려졌다.

## 반응
NPR의 스코트 사이먼은 이 밈의 속임수적인 측면을 릭롤링에 비유했다. 그는 또한 이 밈에 대한 뉴스 기사를 다루는 것이 잘못된 정보를 퍼뜨릴 수 있다고 우려했다. 연방 검찰은 이 이론의 확산을 막으려 했지만, AP는 "'제프리 엡스타인은 자살하지 않았다'는 문구는 실제 믿음이라기보다 대중문화의 유행어로서 독자적인 생명을 얻었다"고 보도했다.
작가 제임스 풀로스는 소셜 미디어의 발전과 포퓰리즘 정서의 성장을 이 밈의 이유로 꼽았다. 평론가들은 또한 정부와 엘리트에 대한 불신이 커지면서 이 밈의 인기에 큰 영향을 미쳤다고 주장했다. 더 네이션의 지트 히어는 이 밈이 극우 세력의 모집에 유용한 도구가 될 수 있다고 우려를 표명했지만, BTRtoday의 특집 기사에서 애덤 벌거는 히어의 우려를 일축하고 민주당이 이 밈을 받아들일 것을 장려했다.
폭스 뉴스 인터뷰 직전에 멜 매거진에 실린 기사에서 마일스 클리는 "엡스타인은 자살하지 않았다" 밈이 온라인에서 유행한 이유가 많다고 썼는데, 여기에는 "끓어오르는 분노"와 엡스타인 피해자들에 대한 정의의 부족이 포함된다. 그는 이 밈을 공유하는 주요 매력은 엡스타인 이야기가 뉴스 사이클에 계속 머물게 하는 역할을 한다는 것이라고 덧붙였다. 반대로 작가 안나 멀란은 이 밈이 엡스타인 피해자들의 우려를 하찮게 여기는 경향이 있다고 주장했다. 그러나 그녀는 2019년 11월 19일 엡스타인이 자신을 강간했다고 공개적으로 주장한 제인 도 15호가 공개 기자회견에서 "엡스타인은 자살하지 않았다"는 문구가 새겨진 팔찌를 착용했다고 언급했다.

## 내용주
1. ↑  예를 들어, 교도소 동료가 교체되지 않고 제거되었고, 금지된 물건을 소지했으며, 그를 확인해야 할 두 명의 경비원이 잠들었다.[16][17]
2. ↑  이 작품은 이전에 흰 벽에 덕트 테이프로 붙인 바나나를 특징으로 했으며 12만 달러에 팔렸지만, 전날 한 행위 예술가가 그 바나나를 먹어버렸다.[45][46]
3. ↑  제인 도 15호는 자신의 이름을 공개하지 않았고, 단지 16년 전 사건이 일어났을 때 15세였다고만 밝혔다.[52]
4. ↑  도우는 또한 앤드루 왕자와 엡스타인의 범죄 행위에 대한 관련 정보를 가진 다른 모든 사람들에게 선서하에 자신들이 아는 것을 증언할 것을 촉구했다.[53][54]

## 더 읽어보기
- Bufkin, Ellie (2019년 11월 9일). “Man calling himself 'Epstein didn't kill himself' attempts to run for president”. 《워싱턴 이그재미너》 (영어). 2020년 11월 30일에 원본 문서에서 보존된 문서. 2019년 12월 15일에 확인함.
- Dickson, E. J. (2019년 8월 12일). “With Jeffrey Epstein's Death, Conspiracy Theories Have Officially Gone Mainstream”. 《롤링 스톤》 (영어). 2019년 12월 6일에 확인함.
- Flood, Brian (2019년 11월 10일). “CNN's Brian Stelter ignores ABC News' Jeffrey Epstein scandal on 'Reliable Sources' media show”. 《Fox News》 (영어). 2019년 12월 6일에 확인함.
- Fung, Brian; O'Sullivan, Donie (2019년 11월 15일). “Cómo las redes sociales establecieron la agenda de la primera audiencia en el proceso de juicio político contra Trump”. 《CNN》 (유럽 스페인어). 2019년 12월 6일에 확인함.
- Goforth, Claire (2019년 11월 25일). “Right-wing comedian will attempt hanging to prove Epstein didn't kill himself”. 《The Daily Dot》 (영어). Layer 8. 2019년 12월 6일에 확인함.
- Matthews, Dylan (2019년 8월 10일). “The conspiracy theories about the Clintons and Jeffrey Epstein's death, explained”. 《Vox》 (영어). 2019년 12월 6일에 확인함.
- Norman, Greg (2019년 11월 15일). “Syria's Assad claims Jeffrey Epstein didn't commit suicide: 'He was killed because he knew a lot of vital secrets'”. 《Fox News》 (영어). 2019년 12월 3일에 확인함.
- Palmer, Annie (2019년 11월 17일). “Amazon is home to thriving businesses that turn TikTok memes into merchandise”. 《CNBC》 (영어). 2019년 12월 6일에 확인함.
- Shamsian, Jacob (2019년 11월 25일). “Almost half of Americans now believe the conspiracy theory that sex offender Jeffrey Epstein was murdered”. 《Business Insider》 (영어). 2019년 12월 1일에 확인함.
- Whalen, Andrew (2019년 11월 19일). “'Real Housewives' BravoCon cabaret event interrupted by 'Epstein didn't kill himself' statement”. 《Newsweek》 (영어). 2019년 12월 1일에 확인함.